# Malgasia decaryi
Malgasia decaryi is een rechtvleugelig insect uit de familie Mogoplistidae. De wetenschappelijke naam van deze soort is voor het eerst geldig gepubliceerd in 1946 door Lucien Chopard.